# Amblyomma clypeolatum
Amblyomma clypeolatum är en fästingart som beskrevs av Neumann 1899. Amblyomma clypeolatum ingår i släktet Amblyomma och familjen hårda fästingar. Inga underarter finns listade i Catalogue of Life.